# Tristan Buckmaster
Tristan Buckmaster (* 1985 in Melbourne) ist ein australischer Mathematiker, der sich mit partiellen Differentialgleichungen befasst.

## Werdegang
Buckmaster studierte an der Monash University in Melbourne und an der Rheinischen Friedrich-Wilhelms-Universität Bonn Mathematik. Er wurde 2014 bei László Székelyhidi an der Universität Leipzig promoviert (Onsager's conjecture), wobei er auch am Max-Planck-Institut für Mathematik in den Naturwissenschaften in Leipzig war. Danach war er drei Jahre Courant Instructor am Courant Institute of Mathematical Sciences of New York University. Er wurde 2017 Assistant Professor an der Princeton University und 2022 Full Professor an der University of Maryland.
Er bewies 2017 mit Vlad Vicol, dass es Anfangsbedingungen gibt, bei denen schwache Lösungen der Navier-Stokes-Gleichungen in der Hydrodynamik nicht eindeutig sind. Ihre Arbeit fußte auf den Forschungen von Jean Leray (1934), wobei Buckmaster und Vicol eine noch allgemeinere Klasse schwacher Lösungen betrachteten. Das Regularitätsverhalten der Lösungen der Navier-Stokes-Gleichungen ist Gegenstand eines der Millennium-Probleme. Bei ihrem Beweis verwendeten sie Methoden von László Székelyhidi und Camillo De Lellis, die zuvor damit einen wissenschaftlichen Durchbruch bei einer mit den Navier-Stokes-Gleichungen eng verwandten hydrodynamischen Gleichung erzielten.
Buckmaster spielte eine wichtige Rolle bei der endgültigen Lösung der Onsager-Vermutung (Lars Onsager 1949) über eine untere Schranke in der Hölderstetigkeit der schwachen Lösungen der inkompressiblen dreidimensionalen Eulergleichung mit Energieerhaltung, die Gegenstand seiner Dissertation war und vollständig von Philip Isett bewiesen wurde. Unterhalb dieser Schranke gibt es Lösungen mit anomaler Dissipation (nicht-verschwindende Dissipation der Energie im Grenzwert verschwindender Viskosität der Navier-Stokes-Gleichung, also Übergang zur Eulergleichung), die die Energieerhaltung verletzen.
Buckmaster befasste sich auch mit den Differentialgleichungen in der quasigeostrophischen Theorie, der im Übergang verschwindender Viskosität aus der Navier-Stokes-Gleichung entstehenden Eulergleichung, der Korteweg-de-Vries-Gleichung, der Gleichungen der Magnetohydrodynamik (MHD) und der nichtlinearen Schrödingergleichung. Auch hier standen besonders Regularitätsfragen im Zentrum.
2019 erhielt er den Clay Research Award mit Philip Isett und Vlad Vicol. Buckmaster und Vicol erhielten ihn dafür, dass sie zeigten, dass schwache Lösungen der Navier-Stokes-Gleichung überraschend wild sein können (starke Abweichung von Glattheit und stark mehrdeutig). Isett erhielt den Preis für die oben erwähnte vollständige Lösung der Onsager-Vermutung.
Er ist Principal Researcher der Simons Collaboration for Wave Turbulence.

## Schriften (Auswahl)
- Onsager's conjecture almost everywhere in time, Communications in Mathematical Physics, Band 333, 2015, S. 1175–1198, Arxiv 2013
- mit Camillo De Lellis, László Székelyhidi Jr.: Dissipative Euler Flows with Onsager-Critical Spatial Regularity, Communications on Pure and Applied Mathematics, Band 69, 2016, S. 1613–1670
- mit Camillo De Lellis, László Székelyhidi Jr., Vlad Vicol: Onsager's conjecture for admissible weak solutions, Communications on Pure and Applied Mathematics, Arxiv 2017
- mit C. De Lellis, P. Isett, L. Székelyhidi Jr.: Anomalous dissipation for 1/5-Hölder Euler flows , Annals of Mathematics, Band 182, 2015, S. 127–172
- mit Vlad Vicol: Nonuniqueness of weak solutions to the Navier-Stokes equation, Annals of Mathematics, Band 189, 2019, S. 101–144, Arxiv
- mit Maria Colombo, Vlad Vicol: Wild solutions of the Navier-Stokes equations whose singular sets in time have Hausdorff dimension strictly less than 1, Arxiv 2018
- mit Vlad Vicol: Convex integration and phenomenologies in turbulence, EMS Surveys in Mathematical Sciences, 2019, Arxiv 2019